# Pristimantis percnopterus
Espèce
Synonymes
- Eleutherodactylus percnopterus Duellman & Pramuk, 1999

Statut de conservation UICN

 LC  : Préoccupation mineure
Pristimantis percnopterus est une espèce d'amphibiens de la famille des Craugastoridae.

## Distribution
Cette espèce est endémique du Pérou. Elle se rencontre dans les régions d'Amazonas et de Cajamarca entre 1 138 et 2 400 m d'altitude dans la cordillère del condor et le Nord de la cordillère centrale. 
Sa présence est incertaine en Équateur.

## Description
Les mâles mesurent de 21,5 à 23,2 mm et la femelle 25,9 mm.

## Étymologie
Le nom spécifique percnopterus vient du grec perknopteros, le vautour, en référence au Condor des Andes qui a donné son nom à la cordillère del condor, lieu où a été découverte cette espèce.

## Publication originale
- Duellman & Pramuk, 1999 : Frogs of the genus Eleutherodactylus (Anura: Leptodactylidae) in the Andes of northern Peru. Scientific Papers Natural History Museum the University of Kansas, vol. 13, p. 1-78 (texte intégral).